# Sloopvergunning
Een sloopvergunning is een vergunning om een bouwwerk te mogen slopen.

## Nederland
Om te mogen slopen is in Nederland in beginsel een sloopvergunning (tegenwoordig omgevingsvergunning slopen) vereist van het college van burgemeester en wethouders van de gemeente waarin het te slopen bouwwerk zich bevindt. De Woningwet bepaalt namelijk in artikel 7b lid 2 onder d dat het verboden is om te slopen tenzij wordt voldaan aan de gemeentelijke bouwverordening; in de bouwverordening is vervolgens een bepaling opgenomen, die sloop verbiedt, tenzij aan de bepalingen in de verordening wordt voldaan. Vaak is voor kleinere sloopwerkzaamheden geen sloopvergunning vereist. 
Sinds 1 juli 2008 zijn er algemene bepalingen omtrent de sloopvergunning opgenomen in de Wet ruimtelijke ordening onder artikel 3.20, dat bepaalt wanneer een sloopvergunning moet worden geweigerd, wanneer deze niet vereist is en enkele procedurele voorschriften. Zo wordt ook bepaald dat het college van burgemeester en wethouders aan de vergunning voorwaarden kunnen verbinden.
Voor het indienen van een sloopvergunning bestaan bij gemeenten daarvoor bedoelde formulieren. De reactie of het niet tijdig reageren op aanvraag om een sloopvergunning van de gemeente is een besluit in de zin van de Algemene wet bestuursrecht. Een aangevraagde, verleende of geweigerde sloopvergunning wordt gepubliceerd, doorgaans in de lokale huis-aan-huiskrant. Belanghebbenden kunnen tegen dit besluit bezwaar maken bij de gemeente.